# Savilahti
För kyrksocknen Savilahti se Sankt Michel
Savilahti är en del av sjön Kallavesi med en stor del av stranden i västra delen av Kuopio stad. Den ligger i landskapet Norra Savolax, Savilahti ligger 85 meter över havet.